# 4a etapa del Tour de França de 2011
La 4a etapa del Tour de França de 2011 es disputà el dimarts 5 de juliol de 2011 sobre un recorregut de 172,5 km entre Lorient i Mûr-de-Bretagne. El vencedor fou l'australià Cadel Evans (BMC Racing Team).

## Perfil de l'etapa
Etapa trencacames per la Bretanya, amb dues dificultats muntanyoses, la Cota de Laz, de 4a categoria (km 79) (1,6 km al 5,9%), i l'arribada a Mûr-de-Bretagne, amb una dura i curta pujada de 2 km al 6,9%. L'esprint intermedi de l'etapa es troba a Spézet (km 92,5).

## Desenvolupament de l'etapa
Tot i la intensa pluja que caigué durant bona part de l'etapa el ritme fou ràpid i animat. Al km 9 es formava l'escapada del dia amb Jérémy Roy (FDJ), Gorka Izagirre Insausti (Euskaltel–Euskadi), Imanol Erviti (Movistar Team), Blel Kadri (AG2R La Mondiale) i Johnny Hoogerland (Vacansoleil-DCM). Els 4' 55" aconseguits al km 24 foren la màxima diferència que aconseguiren respecte a un gran grup encapçalat per l'Omega Pharma-Lotto i el BMC Racing Team. Hoogerland guanyà l'esprint intermedi i el pas per la cota de quarta.
A manca de 10 km la diferència era inferior al minut, cosa que feu que Izagirre i Hoogerland ataquessin quan quedaven 7,5 km per a l'arribada, però foren agafats a 4 km de meta. En l'ascens final Alberto Contador (Saxo Bank-Sungard) fou el primer a trencar les hostilitats, sent imitat després per Rigoberto Urán (Team Sky) i Jurgen van den Broeck (Omega Pharma-Lotto). Aquestes acceleracions trencaren el grup, quedant al capdavant un grup amb 10 unitats que es jugà la victòria a l'esprint. Cadel Evans (BMC Racing Team) fou el més ràpid, sent seguit per Contador a mitja roda. Thor Hushovd conservà el liderat.

## Esprints
| Primer  | Johnny Hoogerland       | 20 pts |
| Segon   | Jérémy Roy              | 17 pts |
| Tercer  | Blel Kadri              | 15 pts |
| Quart   | Gorka Izagirre Insausti | 13 pts |
| Cinquè  | Imanol Erviti           | 11 pts |
| Sisè    | Tyler Farrar            | 10 pts |
| Setè    | José Joaquín Rojas      | 9 pts  |
| Vuitè   | Borut Božič             | 8 pts  |
| Novè    | Mark Cavendish          | 7 pts  |
| Desè    | Denís Galimziànov       | 6 pts  |
| Onzè    | Matthew Harley Goss     | 5 pts  |
| Dotzè   | Jimmy Engoulvent        | 4 pts  |
| Tretzè  | Philippe Gilbert        | 3 pts  |
| Catorzè | André Greipel           | 2 pts  |
| Quinzè  | Daniel Oss              | 1 pt   |

| Primer  | Cadel Evans           | 45 pts |
| Segon   | Alberto Contador      | 35 pts |
| Tercer  | Aleksandr Vinokúrov   | 30 pts |
| Quart   | Rigoberto Uran        | 26 pts |
| Cinquè  | Philippe Gilbert      | 22 pts |
| Sisè    | Thor Hushovd          | 20 pts |
| Setè    | Frank Schleck         | 18 pts |
| Vuitè   | Samuel Sanchez        | 16 pts |
| Novè    | Jurgen van den Broeck | 14 pts |
| Desè    | Andreas Klöden        | 12 pts |
| Onzè    | Bradley Wiggins       | 10 pts |
| Dotzè   | José Joaquín Rojas    | 8 pts  |
| Trezè   | Ivan Basso            | 6 pts  |
| Catorzè | Damiano Cunego        | 4 pts  |
| Quinzè  | Roman Kreuziger       | 2 pts  |

## Ports de muntanya
| Primer | Johnny Hoogerland | 1 pt |

| Primer | Cadel Evans      | 2 pts |
| Segon  | Alberto Contador | 1 pt  |

## Classificació de l'etapa
|    | Ciclista              | Equip                 | Temps      |
| -- | --------------------- | --------------------- | ---------- |
| 1  | Cadel Evans           | BMC Racing Team       | 4h 11' 39" |
| 2  | Alberto Contador      | Saxo Bank-Sungard     | m. t.      |
| 3  | Aleksandr Vinokúrov   | Astana Qazaqstan Team | m. t.      |
| 4  | Rigoberto Uran        | Team Sky              | m. t.      |
| 5  | Philippe Gilbert      | Omega Pharma-Lotto    | m. t.      |
| 6  | Thor Hushovd          | Garmin-Cervélo        | m. t.      |
| 7  | Frank Schleck         | Team Leopard-Trek     | m. t.      |
| 8  | Samuel Sanchez        | Euskaltel–Euskadi     | m. t.      |
| 9  | Jurgen van den Broeck | Omega Pharma-Lotto    | m. t.      |
| 10 | Andreas Klöden        | Team RadioShack       | m. t.      |

## Classificació general
|    | Ciclista             | Equip             | Temps       |
| -- | -------------------- | ----------------- | ----------- |
| 1  | Thor Hushovd         | Garmin-Cervélo    | 13h 58' 25" |
| 2  | Cadel Evans          | BMC Racing Team   | + 1"        |
| 3  | Frank Schleck        | Team Leopard-Trek | + 4"        |
| 4  | David Millar         | Garmin-Cervélo    | + 8"        |
| 5  | Andreas Klöden       | Team RadioShack   | + 10"       |
| 6  | Bradley Wiggins      | Team Sky          | + 10"       |
| 7  | Geraint Thomas       | Team Sky          | + 12"       |
| 8  | Edvald Boasson Hagen | Team Sky          | + 12"       |
| 9  | Andy Schleck         | Team Leopard-Trek | + 12"       |
| 10 | Jakob Fuglsang       | Team Leopard-Trek | + 12"       |

|    | Ciclista           | Equip              | Total  |
| -- | ------------------ | ------------------ | ------ |
| 1r | José Joaquín Rojas | Movistar Team      | 82 pts |
| 2n | Cadel Evans        | BMC Racing Team    | 58 pts |
| 3r | Philippe Gilbert   | Omega Pharma-Lotto | 77 pts |

|    | Ciclista         | Equip              | Total |
| -- | ---------------- | ------------------ | ----- |
| 1r | Cadel Evans      | BMC Racing Team    | 2 pts |
| 2n | Philippe Gilbert | Omega Pharma-Lotto | 1 pt  |
| 3r | Mickaël Delage   | FDJ                | 1 pt  |

|    | Ciclista             | Equip              | Temps       | Temps |
| -- | -------------------- | ------------------ | ----------- | ----- |
| 1r | Geraint Thomas       | Team Sky           | 13h 58' 37" |       |
| 2n | Edvald Boasson Hagen | Team Sky           | m. t.       |       |
| 3r | Tejay van Garderen   | Team HTC-High Road | + 01"       |       |

|    | Equip             | Temps       | Temps |
| -- | ----------------- | ----------- | ----- |
| 1r | Garmin-Cervélo    | 41h 05' 55" |       |
| 2n | Team Sky          | + 2"        |       |
| 3r | Team Leopard-Trek | + 4"        |       |

## Abandonaments
- Jurgen van de Walle (Omega Pharma-Lotto). Abandona.